# Tessa Ferrer
Tessa Rose Ferrer (* 30. března 1986, Los Angeles, Kalifornie, USA) je americká herečka. Proslavila se rolí Dr. Leah Murphy, v seriálu stanice ABC Chirurgové.

## Životopis
Je dcerou zpěvačky Debby Boone a Gabriel Ferrery.

## Kariéra
V roce 2012 získala vedlejší roli Dr. Leah Murphy v deváté řadě seriálu stanice ABC Chirurgové. V červnu 2013 byla její role povýšena na hlavní roli. Bylo však oznámeno, že na konci řady bude ze seriálu odcházet. V roli Dr. Murphy se poté ještě jednou objevila ve třinácté řadě v šestém díle.
V roce 2014 získala vedlejší roli v seriálu stanice CBS Extant. V roce 2015 získala vedlejší roli v druhé řadě seriálu stanice FXX You're the Worst.

## Filmografie

### Film
| Rok  | Název                           | Role                 | Poznámky            |
| ---- | ------------------------------- | -------------------- | ------------------- |
| 2008 | Excision                        | Pauline              | krátkometrážní film |
| 2009 | Nobody’s Night                  | Nora                 | krátkometrážní film |
| 2009 | Ramblin' Round                  | Bojující žena (hlas) | krátkometrážní film |
| 2010 | Red Rare Veins                  |                      | krátkometrážní film |
| 2012 | Modern Mad Men                  | Jessica              | krátkometrážní film |
| 2012 | After the Triumph of Your Birth | Eva                  |                     |
| 2013 | Go for Sisters                  | Katrina              |                     |
| 2013 | Abducted                        | Jessica Marino       |                     |
| 2017 | Feary                           | Mamma                | krátkometrážní film |
| 2018 | Insidious: Poslední klíč        | Audrey Rainier       |                     |
| 2018 | The Passing Parade              | Errol Larson         | také producentka    |

### Televize
| Rok                  | Název            | Role            | Poznámky                                                       |
| -------------------- | ---------------- | --------------- | -------------------------------------------------------------- |
| 2012-2014, 2016-2017 | Chirurgové       | Dr. Leah Murphy | vedlejší role (9. a 13. řada), hlavní role (10. řada), 46 dílů |
| 2012                 | Episodic         |                 | díl: „Modern Mad Man“                                          |
| 2014                 | Extant           | Katie Sparks    | vedlejší role, 6 dílů                                          |
| 2015                 | You're the Worst | Nina Keune      | vedlejší role, 5 dílů                                          |
| 2016                 | Toast            | Jules           | neprodaný televizní pilotní díl                                |
| 2018                 | Mr. Mercedes     | Cora Babineau   | hlavní role (2. řada), 9 dílů                                  |
| 2019                 | Hlava 22         | Sue Ann Dcukett | vedlejší role, 6 dílů                                          |